# Calyptranthes minutiflora
Calyptranthes minutiflora är en myrtenväxtart som beskrevs av Attila L. Borhidi. Calyptranthes minutiflora ingår i släktet Calyptranthes och familjen myrtenväxter. Inga underarter finns listade i Catalogue of Life.